# Marcos Tavares
Marcos Magno Morales Tavares (Porto Alegre, Brasil, 30 de marzo de 1984), más conocido como Marcos Tavares, es un exfutbolista brasileño naturalizado esloveno, que jugaba como delantero. 
Fue parte de los equipos juveniles de Brasil. El 16 de septiembre de 2013, obtuvo la ciudadanía eslovena. Es el jugador que jugó más partidos y anotó más goles con la camiseta del N. K. Maribor. En este club se retiró en 2022; el día de su último partido, el club decidió retirar el dorsal número 9 y una grada del estadio pasó a llevar su nombre. Además, pudo jugar con su hijo, que debutaba con el primer equipo en la despedida del padre.
Tavares es trilingüe, ya que habla tres idiomas: portugués, esloveno e inglés. Él y su esposa fundaron en Máribor una sociedad humanitaria y religiosa llamada Kairos, que se encarga de ayudar a las personas necesitadas. También es ministro religioso.

## Selección nacional
Fue internacional con Brasil a nivel sub-17 y sub-20.

### Participaciones en Campeonatos Sudamericanos
| Copa                                   | Sede | Resultado |
| -------------------------------------- | ---- | --------- |
| Campeonato Sudamericano Sub-17 de 2001 | Perú | Campeón   |

## Clubes
| Club                | País      | Año       |
| ------------------- | --------- | --------- |
| Grêmio              | Brasil    | 2003      |
| Kedah FA            | Malasia   | 2004      |
| Atlético Paranaense | Brasil    | 2005      |
| Kedah FA            | Malasia   | 2005-2006 |
| Grêmio              | Brasil    | 2006      |
| Porto Alegre F. C.  | Brasil    | 2006-2007 |
| APOEL               | Chipre    | 2007      |
| N. K. Maribor       | Eslovenia | 2008-2022 |

## Palmarés
| Título                | Club                 | País               | Año  |
| --------------------- | -------------------- | ------------------ | ---- |
| Campeonato Gaúcho     | Grêmio               | Río Grande del Sur | 2006 |
| Copa FGF              | Grêmio               | Río Grande del Sur | 2006 |
| Campeonato Paranaense | Athletico Paranaense | Brasil             | 2005 |

### Títulos nacionales
| Título                    | Club          | País      | Año  |
| ------------------------- | ------------- | --------- | ---- |
| Premier League            | Kedah FA      | Malasia   | 2006 |
| Copa de Chipre            | APOEL         | Chipre    | 2008 |
| Primera Liga de Eslovenia | N. K. Maribor | Eslovenia | 2009 |
| Supercopa de Eslovenia    | N. K. Maribor | Eslovenia | 2009 |
| Copa de Eslovenia         | N. K. Maribor | Eslovenia | 2010 |
| Primera Liga de Eslovenia | N. K. Maribor | Eslovenia | 2011 |
| Primera Liga de Eslovenia | N. K. Maribor | Eslovenia | 2012 |
| Copa de Eslovenia         | N. K. Maribor | Eslovenia | 2012 |
| Supercopa de Eslovenia    | N. K. Maribor | Eslovenia | 2012 |
| Primera Liga de Eslovenia | N. K. Maribor | Eslovenia | 2013 |
| Copa de Eslovenia         | N. K. Maribor | Eslovenia | 2013 |
| Supercopa de Eslovenia    | N. K. Maribor | Eslovenia | 2013 |
| Primera Liga de Eslovenia | N. K. Maribor | Eslovenia | 2014 |
| Supercopa de Eslovenia    | N. K. Maribor | Eslovenia | 2014 |
| Primera Liga de Eslovenia | N. K. Maribor | Eslovenia | 2015 |
| Copa de Eslovenia         | N. K. Maribor | Eslovenia | 2016 |
| Primera Liga de Eslovenia | N. K. Maribor | Eslovenia | 2017 |
| Primera Liga de Eslovenia | N. K. Maribor | Eslovenia | 2019 |
| Primera Liga de Eslovenia | N. K. Maribor | Eslovenia | 2022 |

### Títulos internacionales
| Título                         | Selección     | Sede | Año  |
| ------------------------------ | ------------- | ---- | ---- |
| Campeonato Sudamericano Sub-17 | Brasil sub-17 | Perú | 2001 |

### Distinciones individuales
| Distinción                                           | Año(s)                              |
| ---------------------------------------------------- | ----------------------------------- |
| Máximo goleador de la Primera Liga de Eslovenia      | 2011, 2013 y 2015                   |
| Jugador del año en la Primera Liga de Eslovenia      | 2009 y 2011                         |
| Parte del once ideal de la Primera Liga de Eslovenia | 2009, 2011, 2013, 2015 y 2018       |
| Jugador del año en el N. K. Maribor                  | 2011, 2012, 2013, 2014, 2015 y 2017 |
| Premio Estrella Invitada Eslovenia                   | 2008                                |
| Máximo asistente de la Primera Liga de Eslovenia     | 2016                                |